# Potentilla jepsonii
Potentilla jepsonii är en rosväxtart som beskrevs av Barbara Jean Ertter. Potentilla jepsonii ingår i Fingerörtssläktet som ingår i familjen rosväxter. Inga underarter finns listade i Catalogue of Life.